# Estrilda poliopareia
Estrilda poliopareia là một loài chim trong họ Estrildidae.